# Sant Guerau d'Orlhac

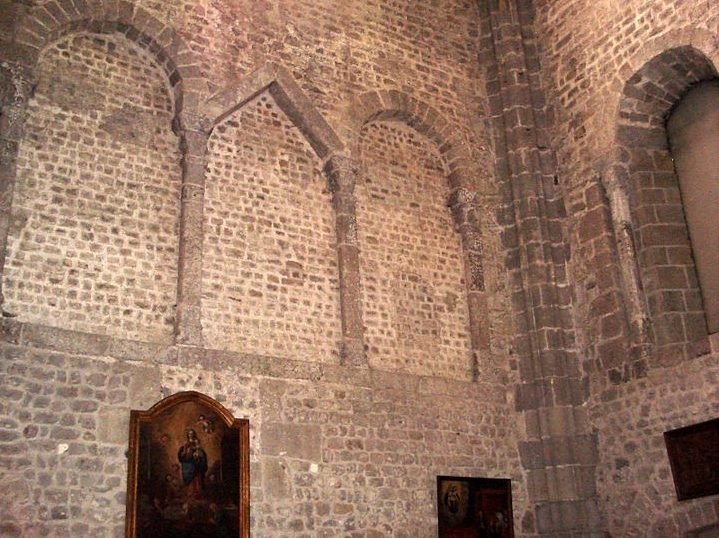
Mur de l'antiga abadia d'Orlhac, ca. 1040

Sant Guerau d'Orlhac és un monestir benedictí fundat per sant Guerau d'Orlhac el 894 a la ciutat d'Orlhac, a la regió d'Alvèrnia-Roine-Alps.
Va servir, per la seva organització i els seus estatuts, com a model per a la reforma de l'orde benedictí que va dur a terme l'Abadia de Cluny amb sant Odó de Cluny, que havia estat abans abat d'Orlhac i que va escriure una vida de Sant Guerau. Hi va ser monjo i va estudiar-hi Gerbert d'Orlhac, que esdevindria un dels savis del moment i papa com a Silvestre II.
L'abadia tenia un scriptorium important, amb escola, i estava en contacte estret amb escriptoris catalans com el del Monestir de Ripoll, llavors un dels focus culturals del sud d'Europa. Vers l'any 1000 era una etapa important en l'itinerari dels pelegrins en el camí de Sant Jaume.